# Zbyněk Zbyslav Stránský
Zbyněk Zbyslav Stránský, též známý jako Z. Z. Stránský (26. října 1926, Kutná Hora – 21. ledna 2016, Banská Bystrica), byl český muzeolog a vysokoškolský pedagog.

## Život a kariéra
Už od mládí se zajímal o historii, archeologii a hudbu. Po gymnáziu studoval filologii a historii na Karlově univerzitě v Praze. Studia dokončil v roce 1950, i když mu z politických důvodů nebylo umožněno získat doktorát. Od roku 1958 pak studoval externě muzikologii na brněnské univerzitě.
Po dokončení vysokoškolských studií pracoval postupně v několika českých muzeích (např. v Muzeu Antonína Dvořáka v Praze). V roce 1962 se pak stal pracovníkem Moravského zemského muzea v Brně, kde inicioval zřízení nového metodického centra muzeologie a byl pověřen jeho vedením.
Stránský se velmi zasloužil o etablování muzeologie jako svébytné vědní disciplíny a o rozvoj muzeologické pedagogiky. Roku 1962 byla z jeho podnětu zřízena na Univerzitě Jana Evangelisty Purkyně v Brně (dnes Masarykova univerzita) externí fakulta muzeologie, na které začal také přednášet. V roce 1983 se ve spolupráci s UNESCO stal tvůrcem projektu Mezinárodní letní školy muzeologie (ISSOM) v jejímž čele stál až do roku 1998. Od roku 1986 zasedal také v Československém výboru ICOM (i když ne jako řádný člen).
Po listopadu 1989 nabrala Stránského kariéra zásadní obrat. Stal se řádným členem ICOM, kde byl zvolen viceprezidentem Komise pro muzeologii (ICOFOM). Poté, co byla roku 1991 zřízena samostatná katedra muzeologie na Masarykově univerzitě, stanul v jejím čele a byl zde také v roce 1993 habilitován jako první docent muzeologie. Zasloužil se také o vybudování katedry ekomuzeologie v Banské Štiavnici při Univerzitě Mateje Bela v Banské Bystrici (1998).

## Dílo
Z. Z. Stránský je autorem mnoha prací, ve kterých rozvíjí pojetí muzeologie, její systém, metodiku a terminologii (např. Úvod do studia muzeologie, 2. aktualiz. a rozš. vydání, Brno 2000). V roce 2005 mu v Brně vyšla monografie Archeologie a muzeologie. Mimo to napsal také řadu studií a článků, které byly publikovány jak v českých tak i v zahraničních časopisech a sbornících.
Některé termíny, které Stránský ve svých teoretických pracích zavádí, se staly běžnou součástí muzeologické terminologie (např. muzealita, metamuzeologie).